# Bordeauxrood
Bordeauxrood of kortweg bordeaux is een kleur, meer bepaald een roodtint. Meestal wordt het beschreven als donkerrood, wijnrood, of rood met een paarse tint. De kleur heeft zijn naam te danken aan de wijn die in de omgeving van Bordeaux geproduceerd wordt.
Omdat het Nederlandse paspoort min of meer bordeauxrood is, wordt in Suriname iemand met de Nederlandse nationaliteit bordeaux genoemd.